# Геловани, Арчил Викторович
Арчи́л Ви́кторович Гелова́ни (14 (27) ноября 1915, село Спатогори Кутаисской губернии — 19 августа 1978, Москва) — советский военачальник, маршал инженерных войск (1977). Заслуженный строитель РСФСР (1971). Депутат Верховного Совета РСФСР 9-го созыва (1975—1978)

## Молодые годы
Происходит из грузинского княжеского рода Геловани. Родился в семье князя Виктора Георгиевича Геловани (1878—1921) — известнейшего в Закавказье инженера-механика и Анны Серапионовны Шенгелия.
Окончил Тбилисскую художественную школу, Закавказский индустриальный институт имени С. М. Кирова в 1936 году. С 1936 года работал в строительных организациях Тбилиси, с сентября 1937 года работал в тресте «Инжстрой» (Тбилиси) — заместитель начальника производственного отдела, с августа 1938 — начальник производственно-технического отдела, затем — заместитель главного инженера треста.
В Красной Армии с августа 1939 года. Окончил спецкурсы при Высшем военно-морском инженерно-техническом училище имени Дзержинского в 1939 году. Направлен для прохождения службы на Черноморский флот: инженер-строитель-прораб, с апреля 1940 — начальник производственно-технического отделения строительства № 8 в Очакове. С сентября 1940 года — старший инженер — заместитель начальника строительства № 12 в Измаиле (строительство военно-морской базы с береговыми батареями), с мая 1941 — главный инженер — начальник планово-производственного отдела строительства № 7 флота в Сарабузе.

## Великая Отечественная война
В Великой Отечественной войне участвовал с июня 1941 года. Отличился при эвакуации техники и персонала военного строительства из Николаева. В августе-сентябре 1941 года — начальник оперативной военно-строительной группы, которая под артиллерийскими обстрелами и авиационными налётами противника в районе Арабатской стрелки и Чонгарского перешейка установила восемь стационарных батарей береговой артиллерии и две подвижные батареи калибра 152 мм (среди которых — 127-я артиллерийская морская батарея Черноморского флота). Эти батареи помогли советским войскам задержать продвижение противника в Крым в боях под Перекопом. За мужество и отвагу при выполнении этого задания был награжден орденом Красной Звезды.
В конце 1941 года назначен главным инженером специального строительства, с апреля 1942 года — начальник специального строительства № 11 Черноморского флота.  Возглавлял строительство оборонительных объектов на Кавказском побережье Чёрного моря, а также строительство аэродромов для авиации флота в Адлере и Гудауте. Участник битвы за Кавказ. С июня 1944 года — начальник строительства № 8 по восстановлению Николаевской военно-морской базы. С апреля 1945 года — начальник строительства № 7, которое производило восстановление Одесской военно-морской базы. За годы войны награждён двумя орденами.

## Послевоенное время
После войны продолжал службу на Черноморском флоте, с апреля 1948 года временно исполнял должность начальника Главного военно-морского строительного управления Черноморского флота, с мая 1948 — начальник отдела в этом управлении, с декабря 1948 — главный инженер — заместитель начальника этого управления. С апреля 1949 года — главный инженер — заместитель начальника Главного военно-морского строительного управления Военно-морского флота СССР. С апреля 1953 года — начальник Управления по строительству военно-морских объектов специального назначения «Севастопольвоенморстрой». С июля 1959 года — начальник Главного военно-морского строительного управления Черноморского флота — помощник командующего Черноморским флотом по строительству. В 1961 году переведён из ВМФ в строительные войска. Окончил службу на флоте в генеральском звании.
С марта 1961 года — начальник Управления специального строительства - заместитель начальника Главного военно-строительного управления Министерства обороны СССР. С ноября 1962 года — начальник Главного инженерного управления Ракетных войск стратегического назначения, возглавлял строительство практически всех объектов нового вида Вооружённых Сил. С июня 1964 года — заместитель Главнокомандующего РВСН по строительству, одновременно в июне 1964 - ноябре 1969 года был членом Военного совета РВСН. С ноября 1969 года — первый заместитель начальника строительства и расквартирования войск Министерства обороны СССР. В июне 1971 года впервые в СССР была создана Государственная экспертиза Министерства обороны СССР и генерал Геловани был назначен её первым начальником. С марта 1974 года — заместитель Министра обороны СССР по строительству и расквартированию войск.
Член КПСС с 1941 года. Избирался депутатом Верховного Совета РСФСР 9-го созыва (1975—1978).
Воинское звание маршал инженерных войск присвоено 28 октября 1977 года. Скончался 19 августа 1978 после длительной тяжелой болезни. Похоронен на Новодевичьем кладбище в Москве.
Сын маршала — академик РАН  Виктор Арчилович Геловани (родился в 1944), математик, специалист в области математического моделирования.

## Награды и почётные звания
- Орден Ленина (1966)
- Орден Отечественной войны 1-й степени (11.11.1944)
- Орден Трудового Красного Знамени (1974)
- Два ордена Красной Звезды (1942, 5.11.1954)
- Орден «За службу Родине в Вооружённых Силах СССР» 3-й степени (30.04.1975)
- Медаль «За боевые заслуги»
- Медаль «За оборону Кавказа»
- Ряд других медалей СССР
- Ленинская премия (1968)
- Государственная премия СССР (1977)
- Заслуженный строитель РСФСР (1971)
- Заслуженный строитель Украинской ССР

Награды иностранных государств
- Орден Народной Республики Болгария II степени (Болгария, 14.09.1974)
- Орден Тудора Владимиреску I степени (Румыния, 1.10.1974)
- Медаль «90 лет со дня рождения Георгия Димитрова» (Болгария, 23.02.1974)
- Медаль «За укрепление братства по оружию» (Болгария, 1977)
- Медаль «20-я годовщина Революционных Вооруженных сил Кубы»
- Медаль «30 лет освобождения Румынии» (Румыния, 18.11.1974)
- Медаль «30 лет Победы над милитаристской Японией» (Монголия, 1975)
- Медаль «30 лет Халхин-Гольской Победы» (Монголия, 15.08.1969)
- Медаль «50 лет Монгольской Народной Армии» (Монголия, 15.03.1971)
- Медаль «За укрепление дружбы по оружию» в золоте (ЧССР, 20.03.1970)

## Высшие воинские звания
- Генерал-майор инженерно-технической службы (25.05.1959)
- Генерал-лейтенант инженерно-технической службы (16.06.1965)   Генерал-лейтенант-инженер (18.11.1971)
- Генерал-полковник-инженер (15.12.1972)
- Маршал инженерных войск (28.10.1977)

## Память

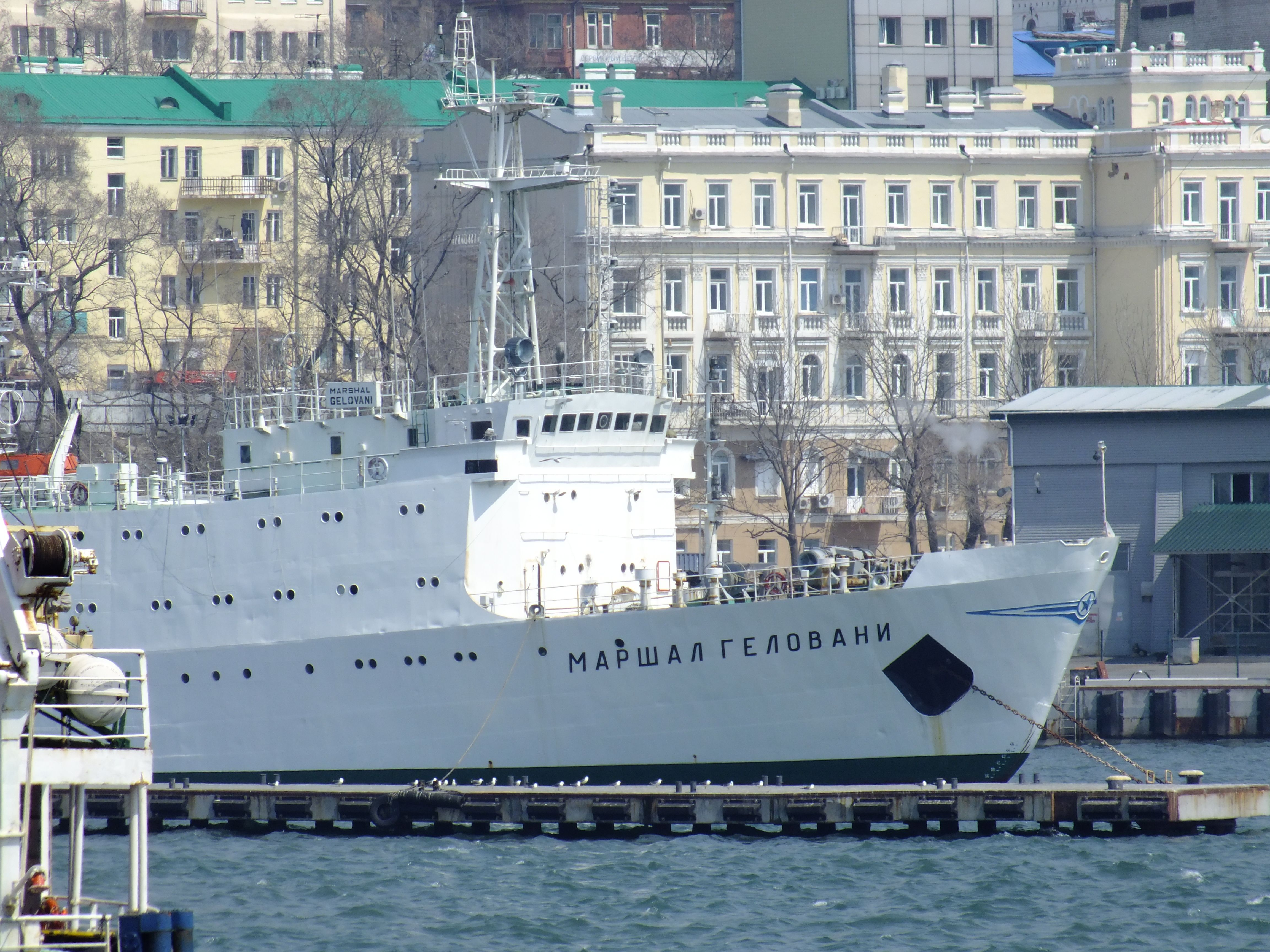
Гидрографическое судно «Маршал Геловани» во Владивостоке.

- Почётный гражданин Севастополя (16 июня 1976)
- Именем маршала Геловани названы улица в Севастополе и проспект в Тбилиси
- Имя маршала носит гидрографическое судно Тихоокеанского флота (в строю с 1983 году по настоящее время)
- Именем маршала был назван танкер Грузинского морского пароходства (в строю с 1986 года, в 1995 году продан Грузией за границу, в настоящее время разделан)
- Имя маршала носит Батумское мореходное училище (с 1981)
- мемориальные доски установлены в Москве на доме, в котором он жил (переулок Сивцев Вражек, дом 9); в Севастополе, на доме №15/17 по улице Геловани и в Тбилиси[5]
- Бюсты маршала А.А. Геловани установлены в городах Севастополь и Тбилиси

## Семья
- Отец — Князь Геловани, Виктор Георгиевич — известный грузинский инженер-механик.
- Мать — Княгиня Шенгелия, Анна Серапионовна

Был женат на Кетеван Владимировне Алхазишвили (род. 1920 г.), врач, долгое время проработала в Институте им Н. В. Склифосовского в Москве. В этом браке родился сын:
- Геловани, Виктор Арчилович (род. 1944 г.) — советский и российский учёный, академик РАН, доктор технических наук.

Сын последнего, внук маршала:
- Геловани, Арчил Викторович (род. 1974 г.) — российский предприниматель, кинопродюсер.